# Évasion (film, 2013)
Pour les articles homonymes, voir Évasion (homonymie).
Série Évasion
Évasion 2 : Le Labyrinthe d'Hadès
(2018)
Pour plus de détails, voir Fiche technique et Distribution.
Évasion ou Le Tombeau au Québec (Escape Plan) est un film d'action américain réalisé par Mikael Håfström et sorti en 2013. Il est suivi de deux films : Évasion 2 : Le Labyrinthe d'Hadès (2018) et Évasion 3 : The Extractors (2019).
Il met en scène Ray Breslin (Sylvester Stallone), codirecteur et employé d'une agence indépendante, enfermé contre son gré dans une prison à sécurité maximum, aidé de son codétenu Emil Rottmayer (Arnold Schwarzenegger). Le film marque la troisième collaboration entre Sylvester Stallone et Arnold Schwarzenegger après la série de films Expendables.
Les seconds rôles sont tenus par Jim Caviezel, Curtis « 50 Cent » Jackson, Vinnie Jones, Sam Neill, Vincent D'Onofrio et Amy Ryan. Écrit par Miles Chapman et Jason Keller, sous le pseudonyme d'Arnell Jesko (Arnell Jesko étant l'anagramme du nom de Keller) et produit par Summit Entertainment et Lionsgate, le film raconte l'histoire d'un ingénieur spécialisé dans la conception de prisons ultra sécurisées, testant leur efficacité en se faisant enfermer puis en s'évadant, qui se retrouve piégé dans l'une d'elles, devant s'allier avec un codétenu pour réussir à s'évader.
Évasion rencontre un accueil critique mitigé dès sa sortie. Bien qu'ayant été peu performant au box-office américain, il a été un succès au box-office international, notamment grâce à plusieurs pays asiatiques et européens.

## Synopsis
Ray Breslin (Sylvester Stallone), codirecteur et employé d'une agence indépendante appelée B&C Security, localisée à Los Angeles et engagée par le bureau fédéral des prisons, est chargé de tester l'intégrité des systèmes de haute sécurité dans les prisons à haut risque de l'ensemble des États-Unis. Lors d'une première évasion, il est intronisé, lors d'un entretien avec un directeur local, par le directeur général de l'agence, Lester Clark (Vincent D'Onofrio). Breslin révèle passer sa vie dans ces prisons afin de trouver les failles de sécurité, de les exploiter à l'aide de trois principales méthodes — la connaissance de l'environnement, de la routine, et la possession d'une aide à l'extérieur ou à l'intérieur — et ainsi réussir à s'échapper. 
De retour à l'agence, Breslin et ses collègues font la rencontre d'une avocate et agent de la CIA, Jessica Miller (Caitriona Balfe). Celle-ci, félicitant Breslin pour le travail référencé dans son ouvrage intitulé Compromising Correctional Institution Security, lui propose de tester la sécurité d'un prototype pénitencier administré et financé à titre privé, sans que ses collègues en sachent le lieu exact. Breslin, appâté par le gain, accepte ce contrat, incarne le personnage et le nom de code d'« Anthony Portos », et se fait capturer par une équipe d'intervention à La Nouvelle-Orléans, en Louisiane. Cependant, le plan ne se déroule pas comme prévu ; Breslin se fait retirer la puce électronique chargée de retracer ses mouvements implantée dans son bras, et se fait droguer sur le chemin de la prison. Il se réveille dans une cellule surélevée, dans une gigantesque prison. Dans ce lieu, il fait la rencontre du directeur Willard Hobbes (Jim Caviezel), puis la connaissance d'un codétenu, Emil Rottmayer (Arnold Schwarzenegger). Ce dernier, afin d'aider Breslin dans sa quête d'évasion, doit l'aider à atteindre les cellules d'isolement composées de puissants halogènes aveuglant et déshydratant les prisonniers. Après avoir analysé le sol de sa cellule, fabriqué à partir d'aluminium et fixé par des rivets en acier, Breslin demande à Rottmayer de se procurer un morceau de métal lisse afin de faire fondre les rivets et de trouver une sortie. Il parvient à trouver un passage, et découvre que la prison est en réalité à l'intérieur d'un immense cargo localisé au milieu de l'océan, ce qui rend l'évasion sans aide extérieure impossible. Par la suite, Breslin et Rottmayer continuent à étudier leur environnement en apprenant les habitudes des gardes. Hobbes apprend la véritable identité de Breslin lors d'une conversation téléphonique avec Clark, mais ce dernier lui demande de le garder contre rémunération. De ce fait, Hobbes tente de garder Breslin à l'écart des autres détenus, mais Breslin, ayant gagné la confiance de Rottmayer, explique à Hobbes qu'il pourrait obtenir des informations sur son patron, Victor Mannheim.
Entretemps, les deux collègues de Breslin, Abigail Ross (Amy Ryan) et Hush Grow (Curtis « 50 Cent » Jackson), suspectent Clark lorsqu'ils découvrent que le chèque adressé à Breslin a été bloqué. Ils découvrent également l'existence d'une prison appelée « Le tombeau », dans lequel Breslin pourrait potentiellement se trouver. Rottmayer, de son côté, convainc Javed, un autre codétenu, de les aider dans leur évasion grâce à un sextant de fortune, qui leur permettra de connaître la position du cargo. Connaissant la latitude et observant le climat extérieur, Breslin et Rottmayer déduisent que le cargo est situé dans l'océan Atlantique près des côtes marocaines. Breslin rend visite au Dr Kaikev (Sam Neill) pour le convaincre de les aider à s'échapper en envoyant un e-mail à Mannheim. Breslin, sachant qu'il est observé par Hobbes, transmet un faux message codé disant qu'une émeute va éclater dans le bloc C. Avec la majeure partie des gardes postés dans le bloc C, Javed cause une émeute dans le bloc A, donnant l'occasion à Breslin et Rottmayer de s'échapper. Breslin tue l'un des gardes, Drake (Vinnie Jones), mais Javed est gravement touché par Hobbes et ses hommes. Breslin décide de se diriger dans la salle des machines pour couper le réseau électrique, ce qui donnera cinq secondes à Rottmayer pour ouvrir une vanne, et atteindre l'hélicoptère envoyé par Mannheim, qui s'engage, entretemps, dans une lutte par coups de feu contre l'équipage du cargo. Rottmayer monte à bord de l'hélicoptère, tandis que Breslin est aspiré vers le fond du cargo lors de la réactivation du système de vidange. L'hélicoptère récupère Breslin à la mer, mais Hobbes tire dessus ; Breslin le tue en faisant exploser les barils de pétrole situé à proximité.
Breslin et Rottmayer atterrissent au Maroc. Rottmayer avoue être en réalité Mannheim, que Miller est sa fille, et que « Portos » était un nom de code pour alerter Mannheim de l'arrivée de Breslin.

## Fiche technique
- Titre original : Escape Plan
- Titre français : Évasion
- Titre québécois : Le Tombeau[1]
- Titre provisoire : The Tomb[4]
- Réalisation : Mikael Håfström
- Scénario : Miles Chapman, Jason Keller
- Musique : Alex Heffes
- Direction artistique : James A. Gelarden et David Lazan
- Décors : Barry Chusid
- Costumes : Lizz Wolf
- Photographie : Brendan Galvin
- Montage : Elliot Greenberg
- Production : Robbie Brenner, Mark Canton, Randall Emmett, George Furla et Kevin King Templeton
- Sociétés de production : Atmosphere Entertainment et Emmett/Furla Films ; Boies/Schiller Film Group et Envision Entertainment Corporation (coproductions)
- Sociétés de distribution : Summit Entertainment (États-Unis) ; SND (France)
- Budget : 50 millions de dollars[5]
- Pays de production :  États-Unis
- Langues originales : Anglais, allemand, arabe, ourdou
- Format : Couleurs - 2.35 : 1 - 35 mm
- Genre : Action, thriller
- Durée : 115 minutes
- Dates de sortie[4] :
  - Philippines : 9 octobre 2013
  - États-Unis : 18 octobre 2013
  - France : 13 novembre 2013
- Classifications :
  -  Classement MPAA : R (Restricted)
  -  Mention CNC : tous publics (visa d'exploitation no 138343 délivré le 7 novembre 2013)[6]

## Distribution

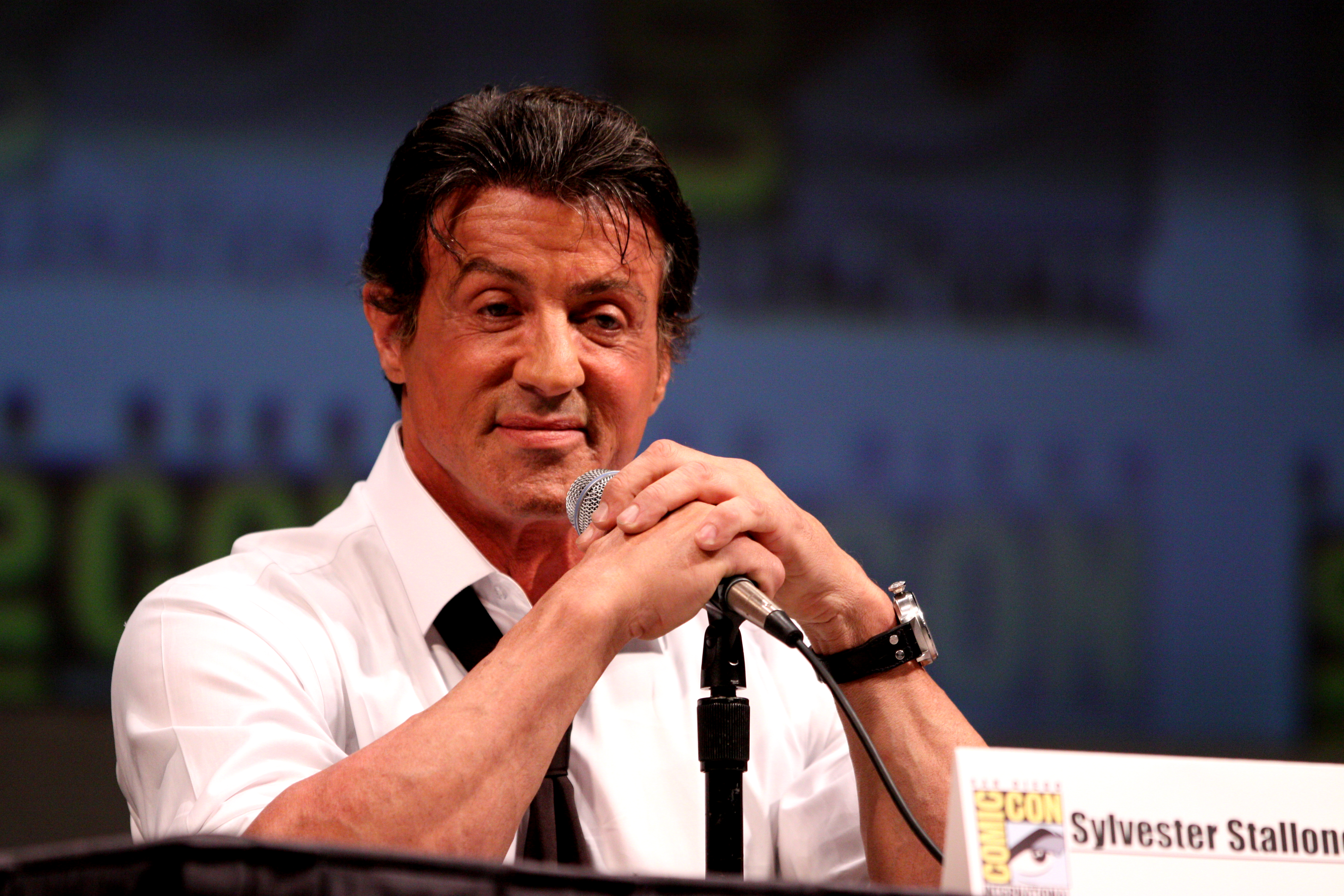
Sylvester Stallone incarne le rôle de Ray Breslin.

- Sylvester Stallone (VF : Alain Dorval, VQ : Pierre Chagnon) : Ray Breslin / Anthony Portos
- Arnold Schwarzenegger (VF : Daniel Beretta, VQ : Yves Corbeil) : Emil Rottmayer / Victor Manheim
- Jim Caviezel (VF : Jean-Pierre Michaël, VQ : Daniel Picard) : Willard Hobbes
- Vincent D'Onofrio (VF : Gilles Morvan, VQ : François Sasseville) : Lester Clark
- Vinnie Jones (VF : Patrick Béthune, VQ : Patrick Chouinard) : Drake
- Curtis « 50 Cent » Jackson (VF : Raphaël Cohen ; VQ : Jean-François Beaupré) : Hush Grow
- Amy Ryan (VF : Anne Dolan ; VQ : Mélanie Laberge) : Abigail Ross
- Sam Neill (VF : Hervé Bellon ; VQ : Mario Desmarais) : Dr Emil Kaikev
- Faran Tahir (VF :Omar Yami, VQ : Paul Sarrasin) : Javed
- Caitriona Balfe (VF : Margot Faure, VQ : Véronique Marchand) : Jessica Miller / la fille de Victor Manheim
- Matt Gerald (VF : Jérôme Keen ; VQ : Frédéric Desager) : Roag
- Graham Beckel (VF : Sylvain Lemarié ; VQ : Denis Roy) : Directeur de la prison
- Lydia Hull (VF : Pamela Ravassard ; VQ : Ariane-Li Simard-Côté) : la réceptionniste
- Jaylen Moore : le gardien Console
- David Leitch : second lieutenant

Source et légende : version française (VF) sur RS Doublage et AlloDoublage ; version québécoise (VQ) sur Doublage Québec

## Production

### Développement et attribution des rôles
Antoine Fuqua est initialement pressenti pour réaliser le film. Le film est ensuite développé, sous le titre The Tomb, avec le Suédois Mikael Håfström comme réalisateur. Ce film marque la troisième collaboration entre Sylvester Stallone et Arnold Schwarzenegger après la série de films Expendables. Bruce Willis a été attaché au projet lorsqu'Antoine Fuqua était le réalisateur envisagé.

### Tournage
Le tournage s'étale sur une durée de deux mois, d'avril à juin 2012. Il se déroule à Los Angeles et en Louisiane (Slidell, La Nouvelle-Orléans) et sur la côte marocaine.

## Accueil

### Critiques
Évasion a rencontré un accueil critique mitigé dans les pays anglophones. Il obtient 49 % d'opinion favorable sur le site Rotten Tomatoes, pour 101 commentaires collectés et une note moyenne de 5,3⁄10, notant dans son consensus que « aussi plaisant soit-il de voir Sylvester Stallone et Arnold Schwarzenegger faire équipe à l'écran, Évasion ne parvient pas à offrir beaucoup plus qu'une pâle imitation des sensations pop-corn des années 1980 », tandis que le site Metacritic lui attribue un score moyen de 49⁄100, pour 33 commentaires collectés. En France, la presse l'a globalement mal accueilli, puisque le site Allociné, ayant recensé huit commentaires, lui attribue une note moyenne de 1.6⁄5.
Toutefois, le public donne un avis favorable au film puisqu'il obtient une note de 6,8⁄10 sur le site IMDb, basée sur 159 414 votes et une note de 3,7⁄5 sur le site Allociné, basée sur 2 422 notes dont 442 critiques.

### Box-office
Pour son week-end d'ouverture aux États-Unis, où il est distribué dans une combinaison maximale de 2 883 salles, Évasion ne parvient qu'à prendre la quatrième place du box-office, avec 9 885 732 de dollars de recettes engrangées dans la période, pour une moyenne de 3 429 dollars par salle. En première semaine, le film garde la quatrième place avec 13 083 582 de dollars, pour une moyenne de 4 538 de dollars. Le film ne marche que très moyennement sur le territoire américain, ne parvenant qu'à totaliser que 24 770 050 de dollars en sept semaines. Il s'agit du second échec commercial consécutif sur le territoire américain pour Arnold Schwarzenegger après Le Dernier Rempart, sorti neuf mois auparavant, qui avait cumulé 25 136 000 de dollars de recettes sur une durée d'exploitation plus courte (six semaines), de même que pour Sylvester Stallone, après le flop de Du plomb dans la tête, sorti huit mois avant Evasion, qui, lui, a totalisé 9 490 000 de dollars de recettes également en six semaines.
Toutefois, c'est à l'étranger qu'Évasion marche le mieux, puisque le long-métrage a engrangé 112 192 336 de dollars de recettes, dont 40 930 000 de dollars rien qu'en Chine, où il a obtenu son meilleur score à l'international . Au box-office mondial, Évasion a rapporté près de 137 328 000 de dollars, permettant d'amortir l'échec commercial du film sur le territoire américain . Il était le  seul film avec Schwarzenegger et Stallone - hors Expendables et doublage de films d'animations - à dépasser les 100 millions de dollars de recettes mondiales dans les années 2010,, avant d'être dépassé par Terminator Genisys pour Schwarzenegger et Creed : L'Héritage de Rocky Balboa et Les Gardiens de la Galaxie Vol. 2 pour Stallone,.
Pour sa sortie en France dans 196 salles, Évasion prend la cinquième place du box-office lors de sa première semaine d'exploitation avec 196 671 entrées. La semaine suivante, le film connaît une baisse (une perte de 28,77 % en termes d'entrées), ce qui lui vaut de chuter en sixième place du box-office, mais il parvient à engranger 140 095 entrées, soit un cumul de 336 766 entrées. En troisième semaine, le long-métrage chute de six places au classement, connaissant une baisse de 43,10 %, avec 79 714 entrées, portant le cumul à 416 480 entrées. L'exploitation d'Évasion se finit dans la semaine du 15 janvier 2014, où il totalise 500 784 entrées après dix semaines. Il s'agit du meilleur résultat - hors Expendables - pour Stallone et Schwarzenegger  sur le territoire français depuis 2010, avant d'être dépassé par Terminator Genisys pour Schwarzenegger et Creed : L'Héritage de Rocky Balboa  et Les Gardiens de la Galaxie Vol. 2 pour Stallone, qui ont atteint le cap du million d'entrées.
| Pays ou région     | Box-office      | Date d'arrêt du box-office | Nombre de semaines |
| ------------------ | --------------- | -------------------------- | ------------------ |
| États-Unis Canada, | 25 135 965 $    | 16 janvier 2014            | 13                 |
| France             | 500 784 entrées | 22 janvier 2014            | 10                 |
| Total mondial      | 137 328 301 $   | 9 février 2014             | 16                 |

## Distinction
Le film n'obtient qu'une nomination aux Razzie Awards 2014 : dans la catégorie du pire acteur pour Sylvester Stallone (nommé également pour ses rôles dans Du plomb dans la tête et Match retour).

## Suites
En février 2017, il est annoncé que Sylvester Stallone va reprendre son rôle de Ray Breslin et que cette suite sera réalisée par Steven C. Miller, toujours avec Miles Chapman comme scénariste. Dave Bautista, 50 Cent et Jaime King rejoignent ensuite la distribution. En mars 2017, le titre est révélé : Évasion 2 : Le Labyrinthe d'Hadès.
Alors que ce second film n'est pas encore sorti en salles, le tournage du 3e opus, Évasion 3 : The Extractors, débute en septembre 2017. Le tournage a notamment lieu à Mansfield dans l'Ohio, dans la maison de correction d’État de l'Ohio qui avait également servi pour Les Évadés (1994). L'intrigue de ce troisième film verra Ray Breslin chargé de libérer la fille d'un milliardaire hongkongais ainsi que la femme de sa vie, toutes deux emprisonnées dans une prison ultra-sécurisée.